# 3032 Evans
3032 Evans је астероид главног астероидног појаса. Приближан пречник астероида је 22,97 ,
а средња удаљеност астероида од Сунца износи 2,892 астрономских јединица (АЈ).
Инклинација (нагиб) орбите у односу на раван еклиптике је 3,223 степени, а орбитални период износи 1796,463 дана (4,918 године). Ексцентрицитет орбите астероида износи 0,082.
Апсолутна магнитуда астероида износи 11,40 а геометријски албедо 0,092.
Астероид је откривен 8. фебруара 1984. године.